# Main Prem Ki Diwani Hoon – Ich sehne mich nach deiner Liebe
Main Prem Ki Diwani Hoon – Ich sehne mich nach deiner Liebe (Originaltitel: Main Prem Ki Diwani Hoon, Hindi: मैं प्रेम की दीवानी हूँ, Urdu: میں پریم کی دیوانی ہیں, übersetzt: „Ich bin verrückt nach Prem“) ist ein Liebesfilm von Sooraj R. Barjatya aus dem Jahr 2003.

## Handlung
Sanjana ist ein modernes, etwas ausgeflipptes Mädchen, das gerade ihren Collegeabschluss gemacht hat. Nach Ansicht ihrer Eltern ist es für sie langsam Zeit ans Heiraten zu denken. Glücklicherweise hat Sanjanas Schwester Roopa aus Amerika den perfekten Mann für Sanjana gefunden. Es ist Prem Kumar, der Chef einer großen Firma in den USA. Nach Roopas Beschreibung soll er ein sehr netter, zurückhaltender Mann sein und bald zu ihnen nach Sundernagar kommen.
Als Sanjanas Vater Satyaprakash Prem vom Flughafen abholt, ist er sehr verwirrt. Dieser Prem ist alles andere als zurückhaltend. Sanjana kann ihn nicht ausstehen und versucht, ihn die ganze Zeit zu nerven. Aber Prem ist richtig in Sanjana verliebt und als sie gemeinsam einige Zeit verbringen, zeigt sie ihre Zuneigung zu ihm. Aus Liebe lässt sich Prem sogar Sanjanas Namen auf dem Arm tätowieren.
Alles scheint gut, bis Sanjanas Eltern eine E-Mail von Roopa bekommen. In der E-Mail heißt es, dass Prem Kumar verhindert war zu kommen und erst in ein paar Tagen nachreisen wird. Derweil hat er seinen Projektleiter Prem Kishen Mathur geschickt. Für Sanjanas Mutter Susheela ist eines klar: Sanjana muss den „falschen“ Prem vergessen, um den „richtigen“ Prem zu heiraten.
Als Prem Kumar auftaucht, muss Prem Kishen nach Delhi reisen. Ohne Sanjanas Wissen soll sie mit Prem Kumar verkuppelt werden. Auch die beiden verbringen ihre Freizeit gemeinsam und Prem verliebt sich in sie.
Nach einiger Zeit erfährt auch Sanjana von den Hochzeitsplänen mit Prem Kumar. Sie ist sehr verzweifelt, wagt es aber nicht es ihrem Prem Kishen zu sagen. Bei ihrer Geburtstagsfeier kommt jedoch die ganze Wahrheit ans Licht. Bei dem Familienfoto weiß Prem Kishen, dass Prems geheimnisvolle Liebe seine Sanjana ist. Sofort verlässt der das Haus.
Bei der Verlobungsfeier wartet Sanjana sehnsüchtig auf ihren Prem. Als er dann endlich erscheint, rennt sie zu ihm hin, reißt ihm den Ärmel runter und kniet weinend vor ihm nieder. Prem Kumar sieht das Tattoo mit Sanjanas Namen und ihm wird klar, dass Sanjana den anderen Prem liebt. Er löst die Verlobung auf, um dem Glück nicht im Weg zu stehen.

## Kritiken
„Ein braver Bollywood-Film, der seine Unterhaltungsaufgaben pflichtbewusst erfüllt, ohne jedoch mitreißen zu können, dem stehen die etwas blassen Darsteller und die zu konventionelle Inszenierung im Wege.“